# Dammäng
Dammäng var en slåttermark med ett kanalsystem som fördämdes nedströms. Själva dämningen kunde ske under senhösten och fram till senvintern med avsikten att öka tillgången av näringsämnen i marken och på så sätt få rikligare höskördar.
Dammängen var en enklare och äldre företeelse än silängen och bruket av dammängar hade något vidare geografisk spridning i Sverige än silängsbruket, som krävde mer arbete och underhåll. Dammängar var vanliga och utgjordes av slåttermarker intill sjöar, åar eller bäckar där produktionen av djurfoder kunde förbättras avsevärt genom periodvis översvämning. Konstruktionen var mycket enkel och kan eventuellt härledas från bäverdammar och från naturligt översvämmade marker, så kallade raningar, där rikedomen av högväxande starr och ibland fräken var påfallande.
I de inre och höglänta delarna av Norrland, där myrmarkerna ofta var enda källan för höbärgning kunde dammängen vara förutsättningen för boskapsskötsel och även överlevnad. I de områdena levde bevattningsrutinerna kvar längst, tills de uppodlade myrmarksarealerna hunnit bli så betydande att de kunde ge tillräckligt med foder.

## Utformning
Anläggning av en dammäng innebar att en bäck eller en å dämdes upp nedströms under senhöst till vår så att ett flackt område myrmarker passivt översvämmades utan att något egentligt vattenflöde åstadkoms. Då vattnet vid översvämningen var i stort sett stillastående gav dammängen sämre produktion av hö än vad silängen gjorde då syresättningen av vattnet i dammängen var sämre och därmed blev även näringsinnehållet i marken sämre.

## Flora
Höet som bärgades utgjordes främst av de högväxande starrarter som flaskstarr, blåsstarr och trådstarr, vilka torkades med hässjning och som var goda foderväxter och lika näringsrika som de numer vanliga vallväxterna timotej, ängsgröe. 
Buskar och träd tilläts ej växa på dammängarna då de förvedades och inte kunde användas till foder. De slogs därför vid skörden och grövre plantor rycktes upp med roten. När isen lagts på myren kontrollerades att inga träd eller buskar fanns kvar och eventuella plantor höggs av vid isytan.